# Kärntner Nudel

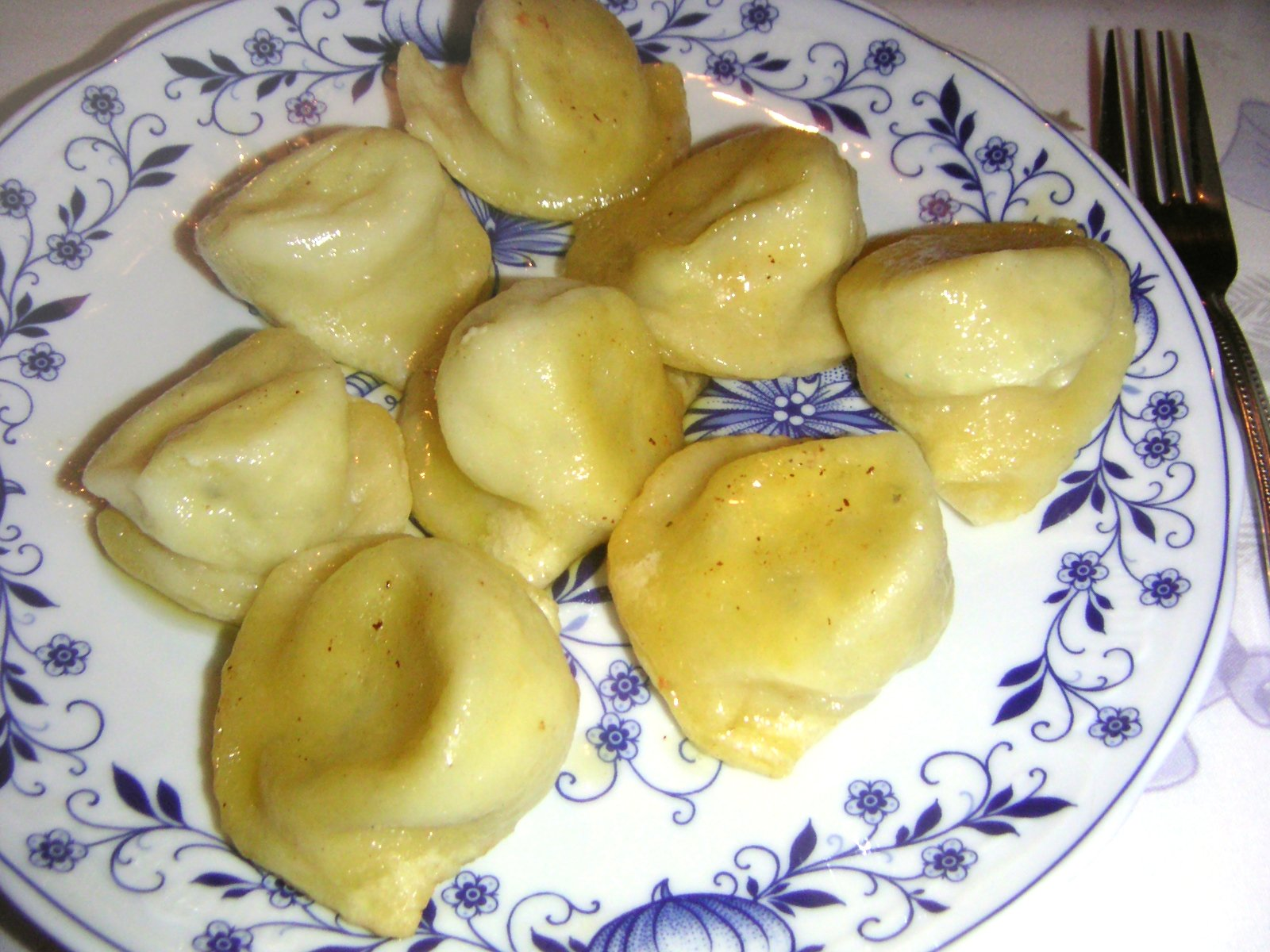
Kärntner Nudel (Kasnudel) ohne gekrendelten Rand

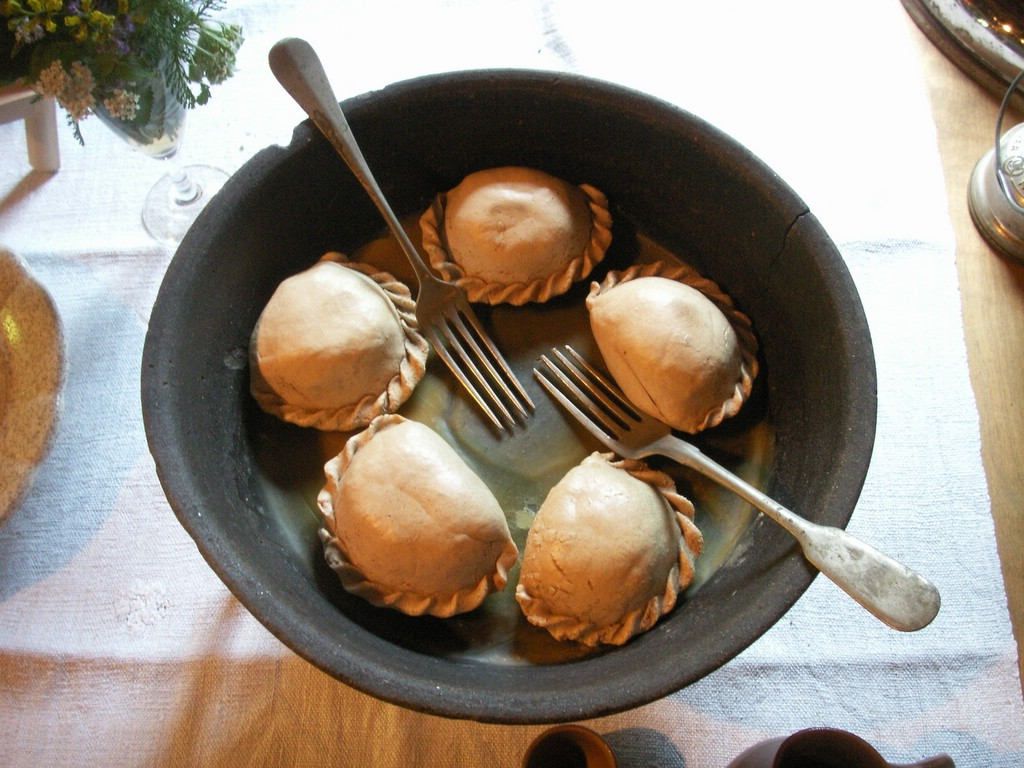
Handgekrendelte Kärntner Nudel in der für die Nockberge typischen Größe

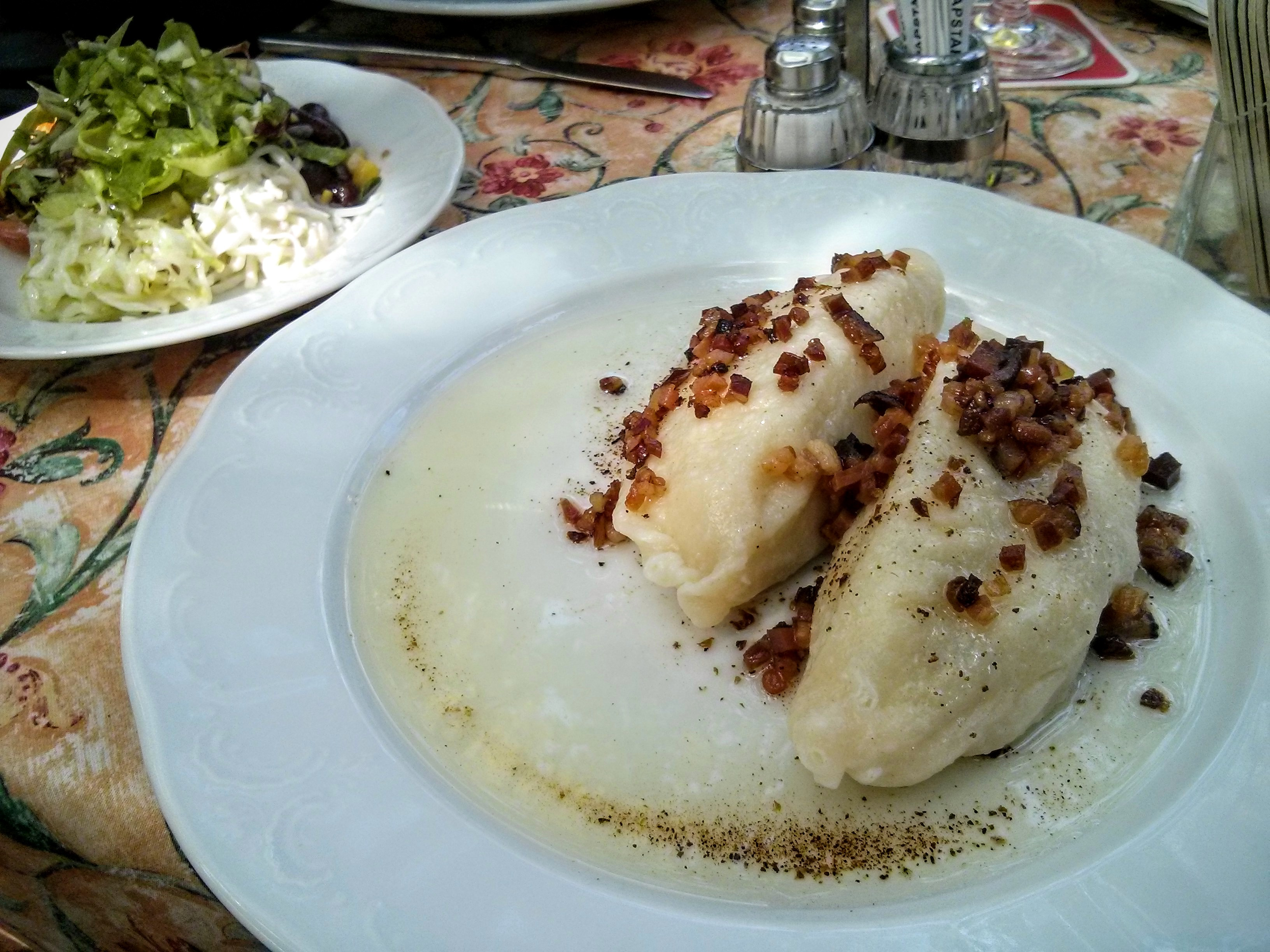
Kärntner Nudel mit gewürfeltem Speck

Die Kärntner Nudel (kärntnerisches slowenisch koroški krapi, Mehrzahl) ist ein dünn ausgewalzter Nudelteig, der zu einer bis zu faustgroßen Tasche geformt und mit verschiedenen Zutaten gefüllt wird.

## Varianten
Kärntner Nudeln gibt es mit verschiedensten Füllungen, von herzhaft bis süß, angefangen von der Kasnudel (mit einer Topfen-Kartoffel- bzw. Topfen-Semmelwürfel-Füllung, gewürzt mit Minze und/oder Keferfil (Kerbel)) über die Fleischnudel, die Erdäpfelnudel (mit Kartoffel-Füllung) und die Herrnpilznudel (mit Steinpilz-Füllung) bis zu süßen Apfelnudeln (Apfel-Zimt-Füllung) und Kletzennudeln (gedörrte Birnen mit Topfen). Die für die klassische Füllung der Kasnudel verwendete Minze ist Mentha gentilis (Braune Minze oder Nudelminze), eine praktisch nur als Kulturpflanze vorkommende Hybride aus Mentha arvensis und Mentha spicata.

## Krendeln
Das typische Merkmal dieser traditionellen Nudeln ist der gekrendelte Rand. Als (Ab-)Krendeln oder auch Grandeln wird das Abdichten durch zackenartiges Zusammendrücken der gegeneinander liegenden Teigränder beschrieben. Bezeichnend für die Bedeutung, die einem schön gekrendelten Rand in der Vergangenheit zugemessen wurde, kursierte in Kärnten der Spruch: „A Dirndle, das nit krendeln kann, kriegt kan Mann.“ Die traditionelle Zubereitungsart gilt als arbeitsaufwändig.

## Verbreitung
Kärntner Nudeln kamen vor allem am Freitag, dem in der katholischen Tradition fleischlosen Wochentag, auf den Tisch. Heute sind die Kärntner Nudeln in Haushalten und der Gastronomie des Landes weit verbreitet, häufig in der Form von industriell gefertigter Kühlkost.

## Geschichte
Die älteste bekannte schriftliche Aufzeichnung stammt aus dem Jahre 1753 aus Spittal an der Drau, womit jedoch die Annahme nicht bewiesen ist, dass Oberkärnten der Ursprung der Kärntner Nudel ist. Der Fachmann im Kärntner Landesarchiv sieht darin doch belegt, dass Oberkärnten der Ursprung der Kärntner Nudel sein muss. Auch der Privatsekretär der Udineser Vikare des Patriarchen von Aquileia, Paolo Santonino, berichtete bereits 1485 auf seiner ersten Reise durch Oberkärnten in seinen Reisetagebüchern von den „gefüllten Teigwerken“ dieser Region.